# Rachiplusia ou
Rachiplusia ou är en fjärilsart som beskrevs av Achille Guenée 1852. Rachiplusia ou ingår i släktet Rachiplusia och familjen nattflyn. Inga underarter finns listade.

## Bildgalleri

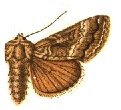